# Borș

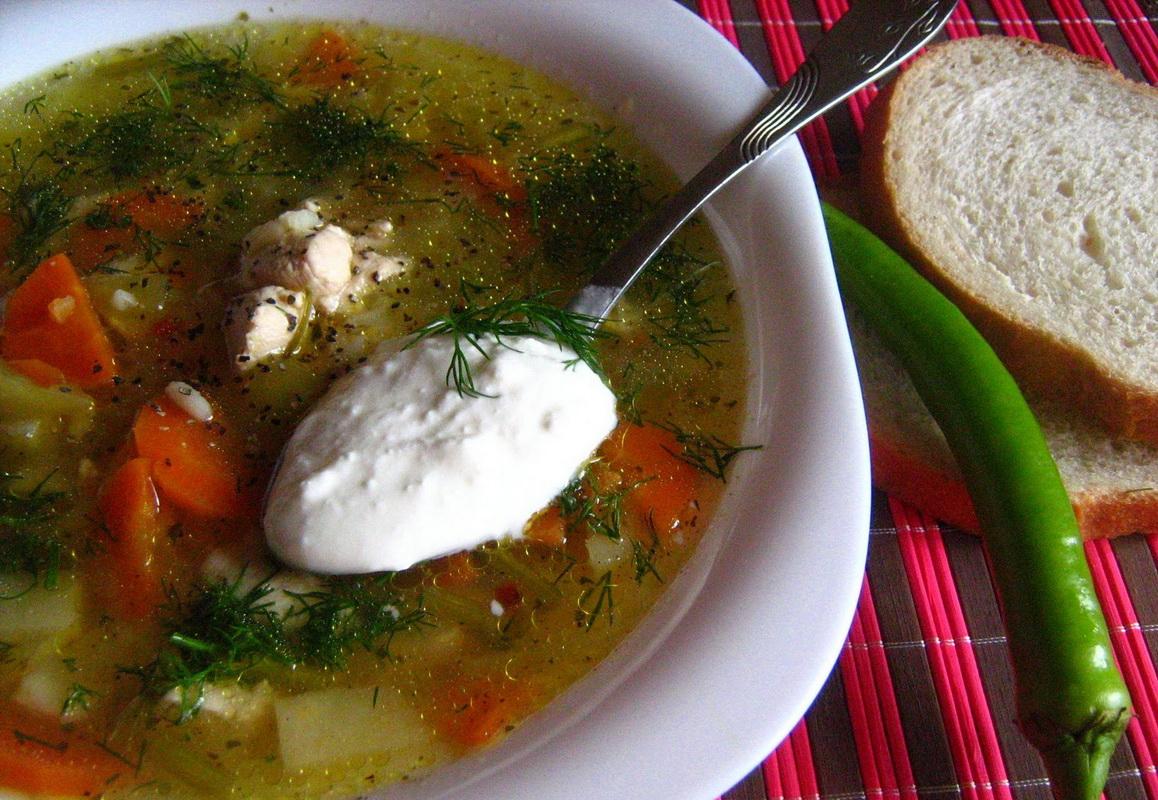
Detalles de un Borş, sus ingredientes y acompañamientos.

El Borş es una sopa típica de la cocina rumana. Se elabora empleando como ingrediente principal el salvado de cereales fermentados (centeno o trigo), formando parte de las tradicionales sopas (ciorbă) rumanas. Es tan popular en algunas zonas que en Moldavia la palabra borş significa sopa.  